# Rolf Fister
Rolf Fister (* 12. Oktober 1929 in Großdeuben; † 19. März 2007 in Berlin) war von 1973 bis 1990 Leiter der Ermittlungsabteilung des Ministeriums für Staatssicherheit (MfS). Als solcher war er zuständig für die Anleitung und Kontrolle von Ermittlungsverfahren gegen zahlreiche DDR-Oppositionelle.

## Kindheit und Jugend
Fister wurde 1929 in Großdeuben als Sohn eines Schlossers geboren. Nach der Volksschule nahm er 1944 eine Lehre als Chemigraph auf. Ab 1948 betätigte er sich als Betriebsassistent, ehe er 1952 in den Dienst des MfS trat. Mit seiner Frau Edit hatte Fister einen Sohn und eine Tochter.

## Laufbahn im MfS
Nach seiner Einstellung beim MfS war Fister zunächst im Bereich der Abteilung IV (Spionageabwehr) der Länderverwaltung Sachsen tätig. Ein Jahr später erfolgte seine Versetzung zum Untersuchungsorgan (Hauptabteilung IX) nach Berlin. Von 1956 bis 1960 absolvierte er ein Fernstudium zum Kriminalist an der Zentralschule der Volkspolizei Arnsdorf bzw. der mittleren Polizeischule Aschersleben.
1958 wurde er zunächst stellvertretender Leiter, später Abteilungsleiter innerhalb der Hauptabteilung IX. Zwischen 1962 und 1966 absolvierte er ein weiteres Fernstudium an der Humboldt-Universität zu Berlin. Mit einer Arbeit „über die Methodik in Anwerbung und Ausbildung der amerikanischen CIA für den Einsatz zur Spionage gegen die DDR“ erwarb er den Titel des Diplom-Kriminalisten.
1965 stieg er zum stellvertretenden Leiter der HA IX auf. 1973 übernahm er den Posten von Walter Heinitz als Leiter des Untersuchungsorgans und war somit Vorgesetzter aller Haftanstalten der Staatssicherheit. In seine Amtszeit fallen die Verhaftungen prominenter Dissidenten wie Rudolf Bahro oder Gerulf Pannach. Auch der Haftbefehl gegen Jürgen Fuchs sowie die Einleitung des Ermittlungsverfahrens gegen Lutz Eigendorf tragen seine Unterschrift. Fister war damit auch hauptverantwortlich für die schikanösen, demütigenden und folterähnlichen Vernehmungspraktiken.
1975 promovierte er zusammen mit Heinz Fiedler an der Hochschule des Ministeriums für Staatssicherheit in Potsdam zum Dr. jur. mit der Schrift Die Bekämpfung staatsfeindlichen Menschenhandels. Drei Jahre später erfolgte seine Ernennung zum Generalmajor. Mit der Auflösung des Ministeriums für Staatssicherheit wurde Fister 1990 entlassen.

## Nach dem Ende der SED-Diktatur
Nach seiner Entlassung aus dem Dienst der Staatssicherheit lebte Fister als Rentner in Berlin. 1996 erhob die Staatsanwaltschaft Berlin Anklage wegen Anstiftung zur Rechtsbeugung und Freiheitsberaubung. Wegen Verhandlungsunfähigkeit musste er sich jedoch nicht für irgendwelche Vergehen verantworten. Im März 2001 unterzeichnete er zusammen mit 22 weiteren ehemaligen hochrangigen MfS-Offizieren einen offenen Brief in der jungen Welt, in dem sie eine „Hexenjagd“ auf ehemalige Mitarbeiter der Staatssicherheit beklagten. Fister starb am 19. März 2007 in Berlin.